# Jack Grealish
Jack Grealish (* 10. září 1995 Birmingham) je anglický profesionální fotbalista, který hraje na pozici ofensivního záložníka či křídelníka v anglickém klubu Everton FC a v anglickém národním týmu.

## Klubová kariéra
Grealish vyrostl ve městě Solihull, které leží přibližně 13 kilometrů jihovýchodně od centra Birminghamu. Do akademie Aston Villy nastoupil v roce 2001. V týmu do 21 let debutoval v roce 2011.
V sezóně 2013/14 odešel na hostování do třetiligového Notts County, ve kterém vstřelil pět branek v 37 zápasech. Po svém návratu debutoval Grealish v Premier League 7. května 2014 při porážce 4:0 proti Manchesteru City. V sezóně 2014/15 se stal pravidelným členem základní sestavy. 13. září 2015 vstřelil svůj první soutěžní gól za Villans při porážce 3:2 v ligovém zápase proti Leicesteru City. Po sezóně 2015/16 sestoupil s klubem do EFL Championship.
Ve druhé lize se Grealish postupně vyvinul v klíčového hráče týmu. V sezóně 2018/19 pomohl Aston Ville k postupu zpátky do Premier League. V březnu 2019 se stal kapitánem týmu. V srpnu 2021 přestoupil za částku 100 milionů £ do Manchesteru City, čímž se stal nejdražším anglickým fotbalistou v historii.

## Reprezentační kariéra
Ačkoli se Grealish narodil v Anglii, prostřednictvím svých prarodičů mohl reprezentovat také Irsko. Tam odehrál v mládežnických reprezentacích celkem 19 zápasů, v nichž vstřelil 6 gólů.
V září 2015 jednal s anglickým reprezentačním trenérem Royem Hodgsonem o jeho budoucnosti a rozhodl se reprezentovat anglický národní tým. 19. května 2016 debutoval Grealish v reprezentaci do 21 let při vítězství 1:0 proti Portugalsku do 20 let. O čtyři dny později vstřelil dva góly při výhře 7:1 nad Guineou.
Dne 8. září 2020 debutoval Grealish v anglické seniorské reprezentaci, a to v zápase proti Dánsku v rámci Ligy národů; zápas skončil 0:0.

## Statistiky

### Klubové
K 13. únoru 2021
| Klub                 | Sezóna  | Liga           | Liga   | Liga | FA Cup | FA Cup | EFL Cup | EFL Cup | Ostatní | Ostatní | Celkem | Celkem |
| Klub                 | Sezóna  | Liga           | Zápasy | Góly | Zápasy | Góly   | Zápasy  | Góly    | Zápasy  | Góly    | Zápasy | Góly   |
| -------------------- | ------- | -------------- | ------ | ---- | ------ | ------ | ------- | ------- | ------- | ------- | ------ | ------ |
| Aston Villa          | 2011/12 | Premier League | 0      | 0    | 0      | 0      | 0       | 0       | —       | —       | 0      | 0      |
| Aston Villa          | 2012/13 | Premier League | 0      | 0    | 0      | 0      | 0       | 0       | —       | —       | 0      | 0      |
| Aston Villa          | 2013/14 | Premier League | 1      | 0    | —      | —      | 0       | 0       | —       | —       | 1      | 0      |
| Aston Villa          | 2014/15 | Premier League | 17     | 0    | 6      | 0      | 1       | 0       | —       | —       | 24     | 0      |
| Aston Villa          | 2015/16 | Premier League | 16     | 1    | 2      | 0      | 3       | 0       | —       | —       | 21     | 1      |
| Aston Villa          | 2016/17 | Championship   | 31     | 5    | 1      | 0      | 1       | 0       | —       | —       | 33     | 5      |
| Aston Villa          | 2017/18 | Championship   | 27     | 3    | 1      | 0      | 0       | 0       | —       | —       | 31     | 3      |
| Aston Villa          | 2018/19 | Championship   | 31     | 6    | 0      | 0      | 1       | 0       | —       | —       | 35     | 6      |
| Aston Villa          | 2019/20 | Premier League | 36     | 8    | 0      | 0      | 5       | 2       | —       | —       | 41     | 10     |
| Aston Villa          | 2020/21 | Premier League | 22     | 6    | 0      | 0      | 1       | 1       | —       | —       | 23     | 7      |
| Aston Villa          | Celkem  | Celkem         | 187    | 29   | 10     | 0      | 12      | 3       | 0       | 0       | 209    | 32     |
| Notts County (host.) | 2013/14 | League One     | 37     | 5    | 1      | 0      | —       | —       | 1       | 0       | 39     | 5      |
| Celkem               | Celkem  | Celkem         | 224    | 34   | 11     | 0      | 12      | 3       | 1       | 0       | 248    | 37     |

### Reprezentační
K 18. listopadu 2020
| Anglie | Anglie | Anglie |
| Rok    | Zápasy | Góly   |
| ------ | ------ | ------ |
| 2020   | 5      | 0      |
| Celkem | 5      | 0      |